# 津泽利村委员会
津泽利村委员会（俄语：Зензелинский сельсовет）是俄罗斯联邦阿斯特拉罕州利曼区所属的一个村委员会。其下辖有1个居民点，行政中心为津泽利。据2015年统计，该村委员会的人口为3192人。